# タンゴ・アルゼンチーノ
『タンゴ・アルゼンチーノ』は宝塚歌劇団のミュージカル作品。花組公演。形式名は宝塚・東京は「住友VISAシアター ミュージカル・アラベスク」、中日劇場公演は「ミュージカル・アラベスク」。宝塚・東京における本公演と中日劇場公演は17場。
脚本・演出は小池修一郎。併演作品は宝塚・東京における本公演が『ザ・レビュー'99』、中日劇場公演が『ザ・レビューIV』。

## 解説
※『宝塚歌劇100年史（舞台編）』の宝塚大劇場公演参考。
20世紀初頭のパリ。アルゼンチンからの画学生・フリオは、カール男爵の妻・マルグリットと運命的に出会う。彼の絵に惹かれたマルグリットはフリオの絵のモデルになり、二人の間に許されぬ恋が起こる。スペインの作家ビセンテ・ブラスコ・イバニェスの「黙示録の騎士」(Los cuatro jinetes del Apocalipsis)をベースに、輸入されたタンゴが巻き起こす恋のアラベスクを描くミュージカル。第一次世界大戦前に流行したタンゴを背景に、愛の葛藤のドラマを繰り広げた。

## 公演期間と公演場所
- 1999年8月13日 - 9月27日（新人公演：9月7日）　宝塚大劇場[1][5]
- 1999年11月19日 - 12月26日（新人公演：11月30日）　TAKARAZUKA1000days劇場（東京公演）[2]
- 2000年2月2日 - 2月21日　中日劇場[3]

## スタッフ（宝塚・東京）
※氏名の後ろに「宝塚」、「東京」の文字がなければ両公演共通。
- 作曲・編曲：吉田優子[5]/甲斐正人[5]
- 音楽指揮：佐々田愛一郎[5]
- 振付[5]：大谷盛雄/麻咲梨乃/御織ゆみ乃
- 装置：大橋泰弘[5]
- 衣装：有村淳[5]
- 照明：勝柴次朗[5]
- 歌唱指導：岡崎亮子[5]
- 音響：加門清邦[5]
- 小道具：伊集院撤也[5]
- 効果：切江勝[5]
- 演出助手[5]：植田景子/小柳奈穂子
- 装置補：広森守[5]
- 装置助手：國包洋子[5]
- 舞台進行：濱野文宏[5]
- 舞台監督[2]：藤村信一（東京）/宮脇学（東京）/林田勇吾（東京）/福尾晋吾（東京）
- 舞台美術製作：株式会社宝塚舞台[5]
- 演奏：宝塚管弦楽団[5]
- 録音演奏：宝塚管弦楽団[5]
- 制作：木村康久[5]
- 協賛：株式会社住友クレジットサービス[5]
- 特別協賛：VISAジャパングループ[5]
- 演出担当（新人公演）：小柳奈穂子[5]

## 特別出演（宝塚・東京における本公演と中日劇場公演）
※氏名の後ろの（）は1999年当時の所属組
- 星原美沙緒（専科）

## 主な配役

### 宝塚・東京
※下記のデータは宝塚・東京共通
本公演
- フリオ・デスノイエル - 愛華みれ[8]
- マルグリット - 大鳥れい[8]
- カール・フォン・ハートロー男爵 - 匠ひびき[8]
- ミシア - 渚あき[8]
- ピエール・ド・ボーモン伯爵 - 星原美沙緒[8]
- ジャン - 伊織直加[8]

新人公演
- フリオ・デスノイエル - 水夏希[8]
- マルグリット - 彩乃かなみ[8]
- カール・フォン・ハートロー - 彩吹真央[8]
- ミシア - 舞風りら[8]
- ピエール - 風緒いぶき[8]
- ジャン - 蘭寿とむ[8]

### 中日劇場
- フリオ・デスノイエル - 愛華みれ[3]
- マルグリット - 大鳥れい[3]
- カール・フォン・ハートロー男爵 - 匠ひびき[9]
- ミシア - 渚あき[6]
- ピエール・ド・ボーモン伯爵 - 星原美沙緒[6]
- ジャン - 伊織直加[6]
- マイク - 水夏希[6]
- ルネ - 彩乃かなみ[6]